# 12306 Pebronstein
12306 Pebronstein è un asteroide della fascia principale. Scoperto nel 1991, presenta un'orbita caratterizzata da un semiasse maggiore pari a 2,4460202 UA e da un'eccentricità di 0,1204734, inclinata di 3,71265° rispetto all'eclittica.